# Station Moreton (Dorset)
Moreton (Dorset) is een spoorwegstation van National Rail in Moreton, Purbeck in Engeland. Het station is eigendom van Network Rail en wordt beheerd door South Western Railway. 